# Granville (Nova Iorque)

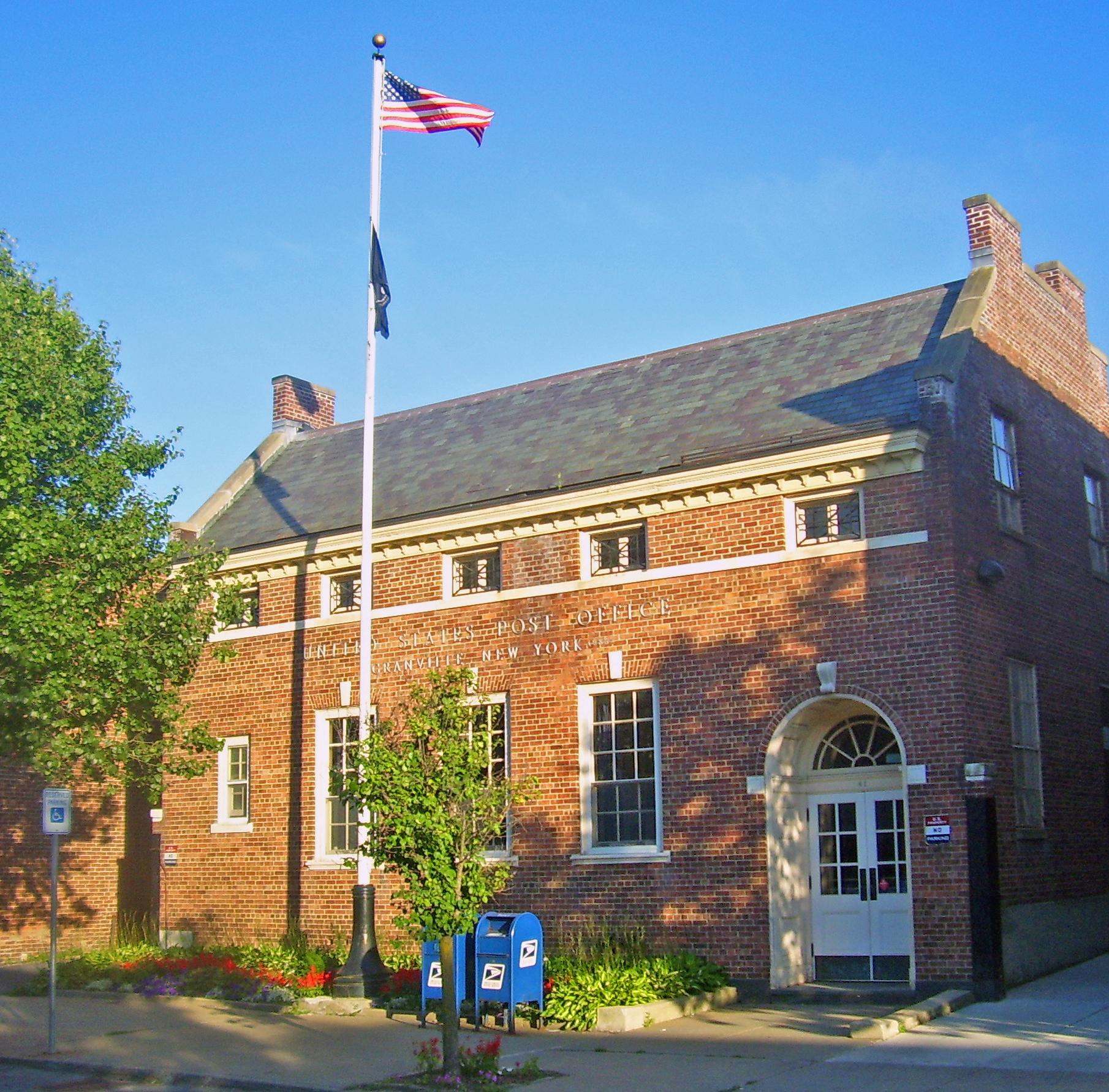
Sede do correio em Granville

Granville, Nova Iorque é uma cidade na fronteira leste do Condado de Washington, perto do Condado de Rutland, Vermont. Faz parte da Área Estatística Metropolitana de Glens Falls. A população da cidade era de 6.456 no censo de 2000.